# Mia Audina
Mia Audina Tjiptawan (Giacarta, 22 agosto 1979) è un'ex giocatrice di badminton indonesiana naturalizzata olandese.

## Palmarès

### Olimpiadi
- 2 medaglie:
  - 2 argenti (Atlanta 1996 nel singolo con l'Indonesia; Atene 2004 nel singolo con i Paesi Bassi)

### Mondiali
- 1 medaglia:
  - 1 bronzo (Birmingham 2003 nel singolo con i Paesi Bassi)

### All England Open
- 1 medaglia:
  - 1 bronzo (Birmingham 2006 nel singolo con i Paesi Bassi)

### Uber Cup
- 4 medaglie:
  - 2 ori (Giacarta 1994 a squadre con l'Indonesia; Hong Kong 1996 a squadre con l'Indonesia)
  - 2 argenti (Hong Kong 1998 a squadre con l'Indonesia; Tokyo 2006 a squadre con i Paesi Bassi)

### Europei
- 4 medaglie:
  - 3 ori (Ginevra 2004 nel singolo; Ginevra 2004 nel doppio; Tessalonica 2006 a squadre)
  - 1 argento (Ginevra 2004 a squadre)